# 阿頼度山

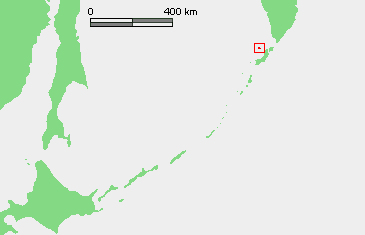
阿頼度山の位置

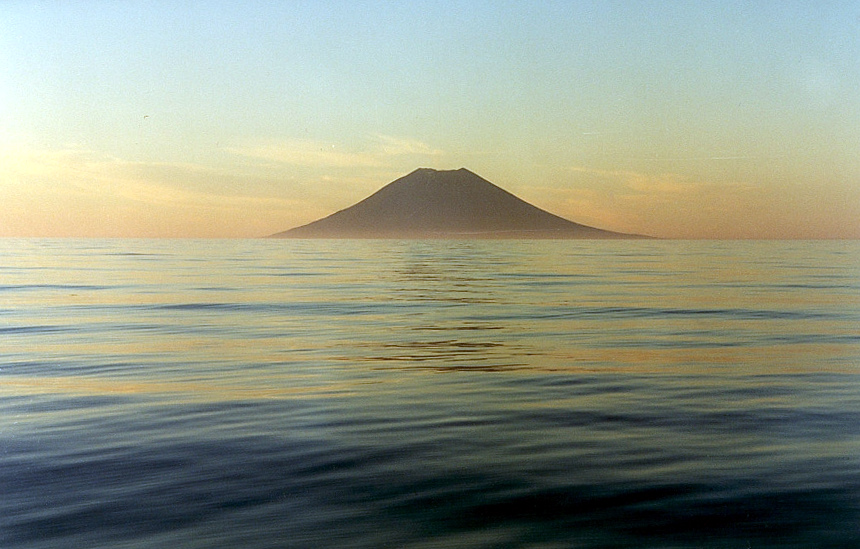
海から望む阿頼度山

阿頼度山（あらいどさん、英語表記：Alaid、ロシア語：Алаид）は、千島列島の阿頼度島にあり、同列島の中で最も高く、最北端にある火山である。秀麗な形から、阿頼度富士とも呼ばれる。別名:親子場山。
この左右対称の成層火山は、2,339メートルの高さを持ち、山頂は直径1.5キロメートルのカルデラを形成している。オホーツク海の海底からは、3,000メートルを超える。いくらかの火砕流は、火山の北西と南東に流れ、1933年から1934年までに島々を形成した。山頂での強い噴火は、18世紀から始まった。千島列島で最大級の爆発的な噴火は、1790年と1981年（550立方メートルの火山灰を放出した）にあった。歴史上の記録的な噴火は、1854年6月27日、1860年7月7日から9日まで、1894年、1933年11月から1934年8月まで、1982年3月29日、1986年5月及び1996年12月3日にあった。さらに、1972年6月18日から9月11日までの大噴火で、4,500万立方メートルの溶岩と、100立方メートルの火山灰を放出した。
かつては、北海道最高峰であった。